# Zimbabue en los Juegos Olímpicos de Atenas 2004
Zimbabue estuvo representado en los Juegos Olímpicos de Atenas 2004 por un total de 12 deportistas, 9 hombres y 3 mujeres, que compitieron en 4 deportes.
El portador de la bandera en la ceremonia de apertura fue el atleta Young Talkmore Nyongani.

## Medallistas
El equipo olímpico zimbabuense obtuvo las siguientes medallas:
| Nombre          | Deporte  | Competición     |
| --------------- | -------- | --------------- |
| Oro             |          |                 |
| Kirsty Coventry | Natación | 200 m espalda F |
| Plata           |          |                 |
| Kirsty Coventry | Natación | 100 m espalda F |
| Bronce          |          |                 |
| Kirsty Coventry | Natación | 200 m estilos F |